# Franziskus von Streng
Franziskus von Streng (* 27. Februar 1884 in Fischingen TG; † 7. August 1970 in Solothurn) war Schweizer römisch-katholischer Bischof von Basel.

## Leben
Der Sohn des Thurgauer Nationalrats Alfons von Streng besuchte von 1895 bis 1903 das Gymnasium Stella Matutina der Jesuiten in Feldkirch. Nach einem Studium in Löwen, Paris, Innsbruck und Luzern empfing er am 12. Juli 1908 die Priesterweihe. Von 1908 bis 1919 war er Vikar an der  Dreifaltigkeitskirche in Bern. 1919 wurde er Pfarrer an der Kirche St. Clara in Basel, wo er u. a. 1936 sein Werk Das Geheimnis der Ehe herausgab. 1936 wurde er zum Zentralpräsidenten des Schweizerischen Katholischen Jungmannschaftsverbands gewählt, ein Amt, das er bis zu seinem Tod behielt.
1936 wurde Franziskus von Streng von Papst Pius XI. zum Bischof von Basel ernannt. Die Bischofsweihe spendete ihm am 24. Januar 1937 in der St. Ursenkathedrale der damalige Apostolische Nuntius der Schweiz, Filippo Bernardini. Er wählte den Wahlspruch In sollicitudine et caritate.
1942 gab er das Gesang- und Gebetbuch Laudate und 1947 einen überarbeiteten Katechismus heraus. Er wurde mit der Ehrendoktorwürde der Universität Innsbruck geehrt und nahm am Zweiten Vatikanischen Konzil teil.
Am 3. November 1967 trat er mit 83 Jahren von seinem Bischofsamt zurück, wurde von Papst Paul VI. zum Titularbischof von Obbi ernannt und war danach noch Apostolischer Administrator in Basel.
Franziskus von Streng wurde 1964 Grossoffizier des Ritterordens vom Heiligen Grab zu Jerusalem und Mitbegründer der Komturei Solothurn.